# Coronadena mutabilis
Coronadena mutabilis är en plattmaskart. Coronadena mutabilis ingår i släktet Coronadena och familjen Stylochidae. Inga underarter finns listade i Catalogue of Life.